# ゲイルズバーグ駅
ゲイルズバーグ駅（英語：Galesburg Station）は、イリノイ州ゲイルズバーグ サウス・セミナリー・ストリート225にある駅。全米各地を結ぶ旅客鉄道のアムトラックが乗り入れている。

## 概要
駅自体は1854年12月7日に開業。現在のゲイルズバーグ駅は、ゲイルズバーグ市、アムトラック、イリノイ州運輸省からの資金で1984年に建てられた。土地は、BNSF鉄道から寄贈された。新しい駅のプロジェクトコストは30万ドル未満であった。現在、アムトラックはその内部を維持しながら、ゲイルズバーグ市は駅の外観を維持している。エイブラハム・リンカーンの像は、ゲイルズバーグ市への彼の多くの訪問を記念して、駅の敷地に立っている。

## 利用可能な鉄道路線／列車
アムトラックのゲイルズバーグ駅に発着する列車は下記の通り。
シカゴとエメリービル間の夜行長距離列車カリフォルニア・ゼファー号…1日1往復停車 ※（シカゴ方面の列車は下車客がいる場合のみ停車）
シカゴとロサンゼルス間の夜行長距離列車サウスウェスト・チーフ号…1日1往復停車
シカゴとクインシー間の昼行中距離列車イリノイ・ゼファー号…1日1往復停車
シカゴとクインシー間の昼行中距離列車カール・サンドバーグ号…1日1往復停車

## バス
当駅から乗車できるバスは以下の通り。
路線バス： ゲイルズバーグ・トランジット・シティ・バス (Galesburg Transit City Bus)

## ギャラリー
- エメリービル方面のカリフォルニア・ゼファー号が1番線に到着する
- クインシー方面を望む
- シカゴ方面を望む
- 駅舎から見たホーム
- シカゴ方面のイリノイ・ゼファー号が2番線に到着する
- ゲイルズバーグ鉄道博物館（英語版）にて保存されているプルマン社の寝台車